# Centro Culturale Atatürk
Il Centro Culturale Atatürk (in turco Atatürk Kültür Merkezi), comunemente chiamato AKM, è una sala da concerto, teatro e centro culturale che si trova ad Istanbul sul lato orientale di Piazza Taksim, proprio di fronte alla moschea di Taksim. Il centro è stato riaperto al pubblico nel 2021 dopo un periodo di ricostruzione durato 13 anni.

## Storia
Nel 1946 due architetti turchi, Feridun Kip e Rüknettin Güney, proposero la costruzione del centro e iniziarono i lavori finché i finanziamenti non venissero sospesi nel 1953. Nel 1956 la costruzione riprese sotto l'architetto Hayati Tabanlıoğlu e venne completata in 13 anni. L'edificio venne quindi inaugurato il 12 aprile 1969, ventitré anni dopo la proposta iniziale.
Il 27 novembre 1970, durante una rappresentazione dell'opera teatrale Il crogiuolo di Arthur Miller, scoppiò un incendio che non causò perdite umane, ma comportò la distruzione di alcuni oggetti del sultano Murad IV (un caftano, un dipinto e uno storico Corano) portati dal Palazzo Topkapi per l'opera teatrale.
Nel giugno 2008 il Centro Culturale è stato chiuso per lavori di ristrutturazione e la riapertura era prevista per il 29 ottobre 2013, il Giorno della Repubblica di Turchia, con un budget stimato di ₺ 70 milioni. Tuttavia, nel maggio 2013 il progetto è stato interrotto e si pensava l'AKM dovesse essere demolito a seguito dei piani di riqualificazione di piazza Taksim e del parco di Gezi e che doveva essere sostituito con un nuovo teatro dell'opera e una moschea.

## Il nuovo edificio
Dopo dieci anni di inattività, il 13 febbraio 2018 sono iniziati i lavori di demolizione del vecchio complesso che si sono conclusi il 30 maggio 2018. Il 10 febbraio 2019 è iniziata la costruzione del nuovo complesso con una cerimonia inaugurale che ha visto la presenza del presidente Recep Tayyip Erdoğan.
Il nuovo centro culturale è composto da cinque sezioni per una superficie totale di 95,000 metri. Al suo interno è presente un teatro, un cinema e delle sale da concerto, un centro espositivo, una sala congressi, una biblioteca, un museo, una galleria d'arte, caffetterie e ristoranti. L'architetto è stato Murat Tabanlıoğlu, il figlio di Hayati Tabanlıoğlu che aveva progettato l'originale AKM, e la spesa finale per la costruzione è stata di 850 milioni di lire turche.